# Zintha krooni
Zintha krooni är en fjärilsart som beskrevs av Dickson 1973. Zintha krooni ingår i släktet Zintha och familjen juvelvingar. Inga underarter finns listade i Catalogue of Life.